# Härjedalens fornminnesförening

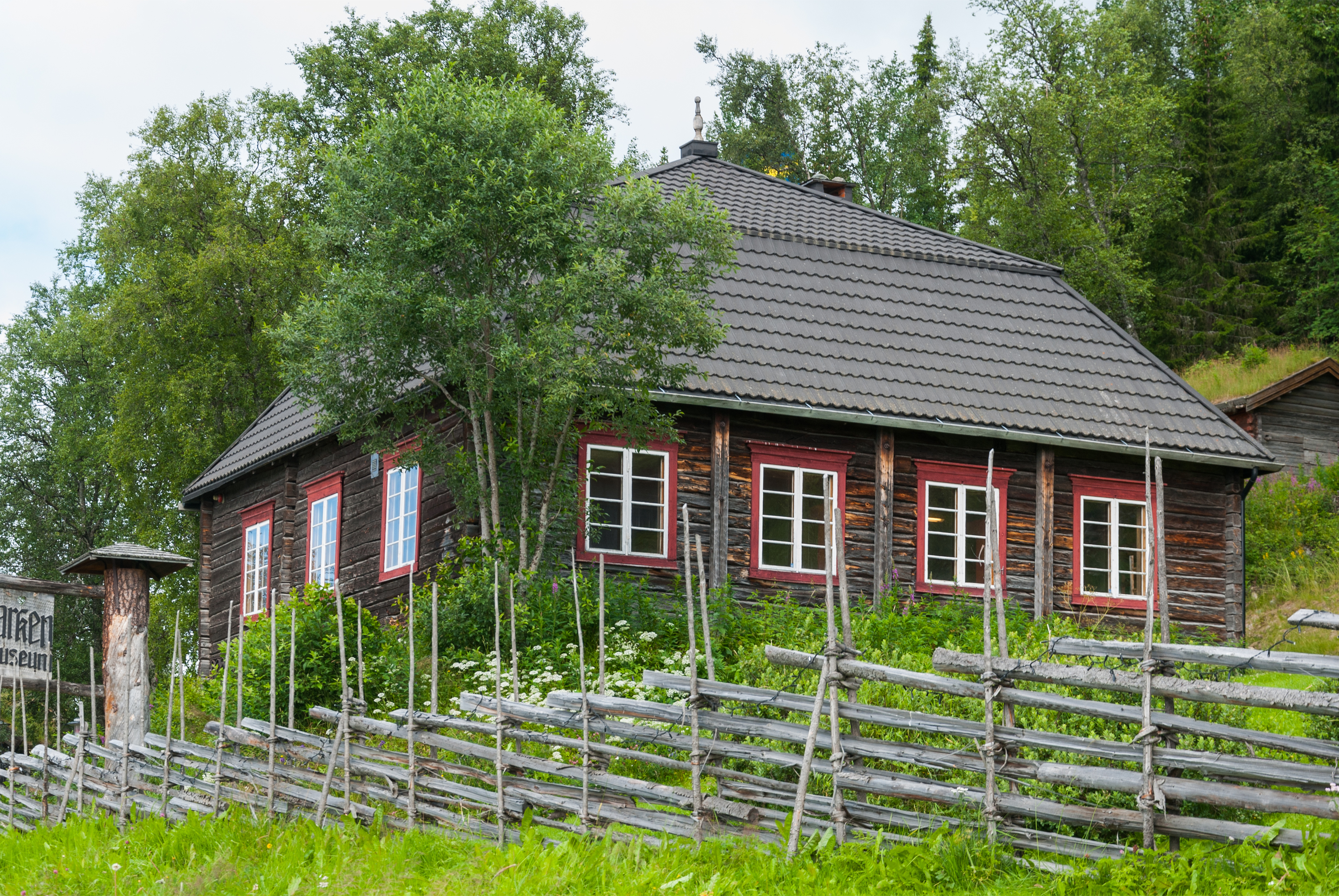
Äldre byggnad i Fornminnesparken.

Härjedalens fornminnesförening är en hembygdsförening i Härjedalen, en av de äldsta hembygdsföreningarna som finns i det här landet.[källa behövs] Den startade den 1 jan 1894 vid ett möte i Funäsdalens skola, ett möte som hade föregåtts av ett upprop i Storsjö och Tännäs socknar. Mannen bakom verket var handlaren Erik Fundin i Funäsdalen.
Föreningens största projekt är tillkomsten av Härjedalens fjällmuseum. Fjällmuseet invigdes av kungen 1999. Aktiv samverkan med museet i olika former är en viktig del av föreningens verksamhet. Museet drivs numera i bolagsform.
Härjedalens Fornminnesförening bedriver även sedvanlig verksamhet med möten, berättarkvällar, studiecirklar etc. Vidare genomförs flera årligen återkommande arrangemang som fäboddagen, midvinterkväll och nationaldagsfirande.
Ett annat av föreningens stora projekt är ”Gård och Säter Arkivet” (GOSA) Gosa.info. Detta arbete började för 15 år sedan och handlar om att samla material av alla de slag om bygden och dess befolkning förr och nu, med tonvikt på bilder. 

## Fornparken
I Fornminnesparken finns en samling härjedalska byggnader. I anslutning till Fjällmuseet ligger parken med hus ända från 1500-talet. Här finns också ett antal militärbunkrar från beredskapsåren under andra världskriget. Hösten 2017 återuppfördes en kåta från 1867 intill Fjällmuseet. Parken är öppen året runt men lever upp under sommarsäsongen. Här ordnas aktiviteter och utställningar för barn och vuxna.
Årets projekt är att skapa en QR-kod vid alla byggnader som kan läsas och ge information om den aktuella byggnaden.